# 독배로
독배로(-路, Dokbae-ro)는 인천광역시 연수구 옥련동에서 미추홀구 숭의동을 이어주는 도로로, 총 연장은 5.04 km이다. 도로명 주소가 실시하기 직전의 도로명은 독배길이다.

## 유래
해당 도로명은 본 도로가 통과하고 있는 옥련동과 학익동의 이전 지명인 독바위에서 유래한 것으로 보인다.

## 통과하는 지자체
- 연수구
  - 옥련동

- 미추홀구
  - 학익동 - 용현동 - 숭의동

## 접촉하는 도로
- 능허대로
- 한나루로
- 옥련로
- 비류대로
- 노적산로
- 매소홀로
- 소성로
- 인하로
- 용오로
- 경인북길
- 인주대로
- 용삼길
- 장천로
- 경인로
- 석정로
- 샛골로
- 직결 : 인중로

## 주변에 있는 시설들
연수구
- 구 송도유원지 (드라마 위대한 유산 촬영지)
- 현대오일뱅크 송도주유소
- 옥련동 백산2차아파트
- 남해빌딩
- 옥련동 삼성아파트
- 우리은행 옥련동지점
- 송도럭키아파트
- 송도원흥아파트
- 하나님의교회 세계복음선교협회
- 옥련현대2차아파트
- 옥련현대3차아파트
- 옥련현대1차아파트
- 옥련현대5차아파트
- 송도고등학교
- 연수평강의교회
- 새인천빌라

미추홀구
- 구 동양제철화학 사원아파트[A]
- 시티오씨엘3단지아파트 (2024년 12월 입주 예정)
- 동아개발 적환장
- LG전자베스트샵 용현점
- 미추홀이노베이션
- 홈플러스 인하점
- 하인츠동물병원
- 비젼프라자
- 인하대역
- 인하대학교
- 두레정원
- 리더창고형낚시백화점
- 인천미추홀소방서 용현119안전센터
- GS25 용현은서점
- 세븐일레븐 인천용현사거리점
- 바로척정형외과의원
- 인천삼성의원
- 동일종합목재
- 숭의동 삼화동아아파트
- KT숭의빌딩
- 숭의종합사회복지관
- 숭의교회
- 대호아파트[B]
- 타이어프로 숭의점
- 현대유비스병원
- 한국건강관리협회 인천지부
- 하나은행 숭의동지점

## 연계 철도역
- 수도권 전철 수인·분당선 : 인하대역, 학익역 (개통 예정)